# 2012-es Citi Open
A 2012-es Citi Open tenisztornát az egyesült államokbeli Washingtonban rendezték meg 2012. július 30. és augusztus 5. között. A férfitorna 2012-ben ATP World Tour 500 Series, a női International kategóriájú volt. A mérkőzéseket kemény borításon játszották, a férfiaknál negyvennegyedik, a nőknél második alkalommal.

## Döntők

### Férfi egyes
Olekszandr Dolhopolov –  Tommy Haas 6–7(7), 6–4, 6–1

### Női egyes
Magdaléna Rybáriková –  Anasztaszija Pavljucsenkova 6–1, 6–1

### Férfi páros
Treat Conrad Huey /  Dominic Inglot –  Kevin Anderson /  Sam Querrey 7–6(7), 6–7(9), [10–5]

### Női páros
Aojama Súko /  Csang Kaj-csen –  Irina Falconi /  Chanelle Scheepers 7–5, 6–2

## Világranglistapontok
| Eredmény           | Férfi egyes | Férfi páros | Női egyes | Női páros |
| ------------------ | ----------- | ----------- | --------- | --------- |
| Győzelem           | 500         | 500         | 280       | 280       |
| Döntő              | 300         | 300         | 200       | 200       |
| Elődöntő           | 180         | 180         | 130       | 130       |
| Negyeddöntő        | 90          | 90          | 70        | 70        |
| 16 között          | 45          | 0           | 30        | 1         |
| 32 között          | 0           | –           | 1         | –         |
| Főtáblára jutás    | 20          | –           | 10        | –         |
| Selejtező (döntő)  | 10          | –           | 6         | –         |
| Selejtező (1. kör) | 0           | –           | 1         | –         |

## Pénzdíjazás
A torna összdíjazása a férfiaknál 1 286 260 euró, a nőknél a többi International versenyhez hasonlóan 220 000 amerikai dollár volt.
| Eredmény           | Férfi egyes | Férfi páros | Női egyes | Női páros |
| ------------------ | ----------- | ----------- | --------- | --------- |
| Győzelem           | 252 600 €   | 74 620 €    | 37 000 $  | 11 000 $  |
| Döntő              | 113 880 €   | 33 670 €    | 19 100 $  | 5750 $    |
| Elődöntő           | 53 940 €    | 15 880 €    | 10 400 $  | 3100 $    |
| Negyeddöntő        | 26 030 €    | 7670 €      | 5625 $    | 1650 $    |
| 16 között          | 13 270 €    | 3940 €      | 3100 $    | 860 $     |
| 32 között          | 7300 €      | –           | 1825 $    | –         |
| Selejtező (döntő)  | 820 €       | –           | 850 $     | –         |
| Selejtező (1. kör) | 456 €       | –           | 440 $     | –         |